# 熊焰
熊焰（1919年—1996年），男，湖北大冶人，畢業於南昌中央航空机械学校初級班、抗日軍政大學、中国航空工程技术专家，曾任沈阳飞机制造厂厂长、总工程师，中国航空学会理事。